# Богацки, Глория
Глория Рич-Богацки (англ. Gloria Rich-Bogacki; род. 28 февраля 1963 года в гор.  Парк-Ридж штат Иллинойс) — американская конькобежка специализирующаяся в конькобежном спорте и шорт-треке. Двукратная серебряный и двукратная бронзовый призёр чемпионата мира по шорт-треку.

## Спортивная карьера
Глория Богацки в 1979 году выиграла национальный чемпионат по конькобежному спорту среди юниоров, в 1980 году попала в состав национальной сборной по шорт-треку и на чемпионате мира в Милане сразу заработала две медали. Сначала стала второй на дистанции 500 метров, уступив только японке Мике Като, в суперфинале на 3000 метров заняла 3-е место и в эстафете также выиграла бронзу. В том же году осенью получила травму ноги, на которую закрепили специальную скобу. Два месяца Глория провела без действии и только перед чемпионатом мира смогла восстановиться.
В 1981 году на первом официальном чемпионате мира под эгидой isu во французском Медоне Глория в общем зачёте заняла 8-е место, а в эстафете выиграла серебро. Через 2 года на мировом первенстве в Токио снова в эстафете выиграла бронзу. 
У Глории Богацки был установлен рекорд на Олимпийском фестивале США, где она в общем завоевала 9 золотых медалей в конькобежном спорте. Этот рекорд продержался до 1986 года, пока его не побила Бонни Блэр, которая выиграла 10 золотых наград.
Занималась также трековыми велогонками, выигрывала чемпионат штата Иллинойс в гонке преследования (1981, 1982).